# Тархов холм
Тархов холм (на старых картах встречается также как Торхов холм) — холм Борисоглебской возвышенности; самая высокая точка области, находится на северо-западе Переславского района Ярославской области, рядом с названной по нему деревней Тархов Холм или просто Холм и даже Холмы. (Последние жители уехали из деревни в 2020 году). На холме к востоку от Тархова Холма и одноименной деревни, имеется действующая вышка сотовой связи.

## География
Высота над уровнем моря 292,4 м (ранее считалось, что 294 м), относительная высота около 60 м. Холм имеет форму усечённого эллиптического конуса; максимальный диаметр основания составляет 520 м, а минимальный — 280 м; максимальный диаметр вершины — 90 м, минимальный — 46 м. Как и вся Борисоглебская возвышенность холм имеет ледниково-моренное происхождение и состоит из песка, местами с включением валунов и гравия.
Склоны холма покрыты в основном лиственным лесом и кустарником. Флора и фауна холма разнообразны. 

## Холм и человек
Известно, что люди на Тарховом холме были уже в 1800—1300 годах до н. э. — найдено несколько предметов фатьяновской культуры.
Согласно местным легендам в XIII веке на холме была ставка татарского хана, или он здесь был похоронен. Отсюда, якобы, и название холма: Татарский хан → Тархан → Тархов. Местные жители, следуя этому мифу, самостоятельно проводили безуспешные раскопки в поисках могильных ценностей, тем самым нарушив культурный слой. Однако, это остается только легендой, так как крайне маловероятно, что на холме была ханская ставка, орда по дороге на Углич и Тверь шла не лесами, а реками — по Сити, Волге и Медведице. 
В XIV веке на холме появилось поселение, вероятно, монастырь или монашеский скит; больши́м оно быть не могло в связи с нехваткой воды. В XV—XVI веке были вырыты пруды у подножия холма. В последней четверти XV — начале XVII века на вершине стоял монастырь. Вероятно он был разрушен в Смутное время и восстановлен как Николо-Вознесенский в конце XVII века. Упразднён Екатериной II. До революции о нём напоминала памятная часовня и надгробия монашеских могил, от села Дмитриевского был регулярный крестный ход. Холм был местом народных гуляний.
На вершине холма в советское время была установлена тригонометрическая вышка, а также на северном склоне холма пробурена артезианская скважина глубиной 176 м (сдана в эксплуатацию в ноябре 1959 года, ствол скважины сохранился до наших дней).. Следы монастыря были стёрты.
В 2000-х годах на вершине холма был установлен крест, освящённый архиепископом Ярославским и Ростовским Кириллом (спустя несколько лет был варварски спилен и унесен с холма), в мае 2022 года восстановлен; возобновлена традиция крестного хода.. 
В 2009-2010 годах на холме проводились профессиональные раскопки под руководством Института археологии РАН.